# Фузикокцин
Фузикокцин є органічною речовиною (терпеноїдом), що виробляється грибом. Фузикокцин шкідливо впливає на рослини та спричиняє їх смерть. Він синтезується грибом Fusicoccum amygdali з групи дейтероміцетів, який є паразитом переважно персика та мигдалю. Він спричиняє незворотне відкриття продихів та в'янення рослини, в результаті чого настає її смерть.
На молекулярному рівні це відбувається через активацію H+-АТФ-ази плазматичної мембрани в замикаючих клітинах продихів. В результаті іонні канали розблоковуються, і відбувається приток катіонів калію у замикаючі клітини. В результаті осмотичного тиску ці клітини набухають, пори відкриваються і крізь них виходить вода.
Фузикокцин містить три зв'язаних вуглецевих кільця і ще одне кільце, що містить п'ять атомів вуглецю та один атом кисню.
Фузикокцин активно використовується при вивченні регулювання руху продихів і у дослідженнях, що стосуються фітогормону ауксину та механізмів його дії.